# Andersia Tower
Das Andersia Tower in Posen ist ein Hochhaus in Polen. Es wurde in den Jahren von 2004 bis 2007 erbaut. In dem Komplex befinden sich auch ein Hotel sowie zahlreiche andere gewerbliche Mieter. Die Dachhöhe beträgt 84 m und die Gesamthöhe 102,1 m. 